# باشگاه فوتبال تافئا
باشگاه فوتبال تافئا یک باشگاه فوتبال در پورت ویلا، وانواتو است.
تافئا ۱۵ عنوان قهرمانی اول را از زمان شروع لیگ فوتبال پورت ویلا به دست آورد. با ۱۵ عنوان قهرمانی متوالی کشور، تافئا دارای رکورد جهانی در مسابقات قهرمانی متوالی است. در سال 2001، این تیم به فینال مسابقات قهرمانی باشگاهی اقیانوسیه رسید که در آنجا به ولونگونگ وولفس استرالیا شکست خورد.

## افتخارات
- لیگ ملی فوتبال وانواتو: ۴
- لیگ فوتبال پورت ویلا: ۱۵

## عملکرد در رقابت‌های قاره‌ای
- لیگ قهرمانان اقیانوسیه: ۹ حضور
۱۹۸۷: مقام ششم
۱۹۹۹: مقام پنجم
۲۰۰۱: مقام دوم
۲۰۰۵: مقام سوم
۲۰۰۶: مقام پنجم
۰۸–۲۰۰۷: مقام چهارم
۱۰–۲۰۰۹: مقام پنجم
۱۴–۲۰۱۳: مقام نهم
۱۵–۲۰۱۴: مقام هشتم